# Arthur Butz
Pour la commune, voir Butz.

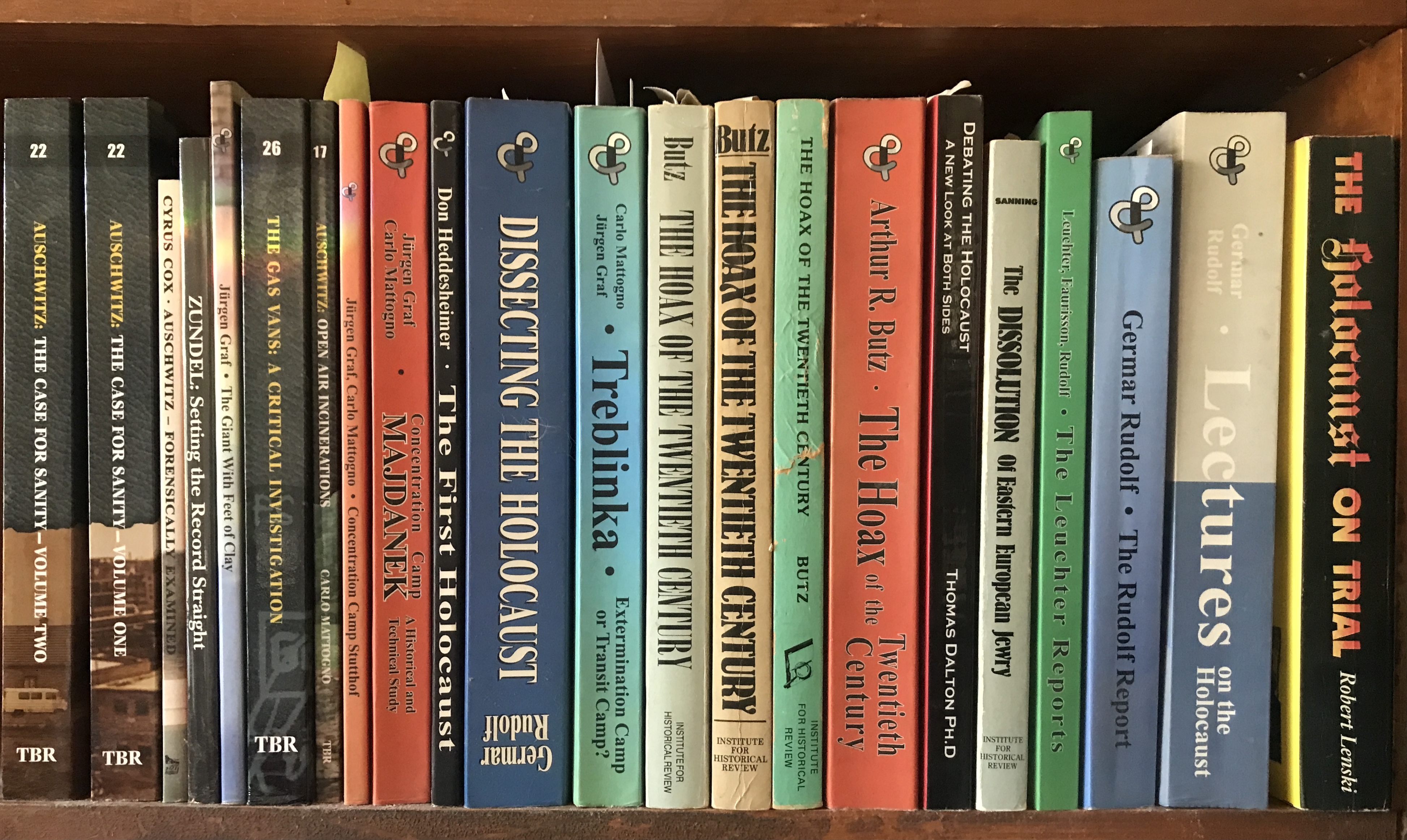
Le livre d'Arthur Butz figure parmi ceux qui nient la Shoah.

Arthur Butz, né le 10 novembre 1933 à New York, est un professeur d'électrotechnique américain, principalement connu en tant que militant négationniste. Il est notamment l'auteur du livre La mystification du XXe siècle, dans lequel il nie le génocide juif. Il enseigne la théorie de la régulation et du traitement numérique du signal à l'université Northwestern depuis 1974.

## Biographie

### Études
Arthur Robert Butz a fréquenté le Massachusetts Institute of Technology, où il a obtenu son baccalauréat et sa maîtrise ès sciences. En 1965, il reçoit son doctorat de l'Université du Minnesota après avoir soutenu une thèse sur un problème de régulation.

### Publications
Butz a inventé l'algorithme qui porte son nom et qu'il a publié en 1969. Cet algorithme fournit un moyen de calculer la courbe de Hilbert. Il a fait avancer certaines techniques de recherche informatisée et a d'autres applications. Butz est aussi l'auteur de nombreux autres articles techniques.
Arthur Butz est aussi connu pour son livre négationniste The Hoax of the Twentieth Century (en) (L'Imposture du XXe siècle), publié en 1976,,,.

#### Réaction de l'Université
En 2006, cinquante de ses collègues du Département d'électrotechnique et d'informatique signent une lettre de blâme où ils qualifient la négation de la Shoah par Butz d'« affront à notre humanité et à nos normes d'universitaires ». Ils y demandent que Butz « quitte notre département et notre université et cesse d'exploiter notre réputation d'excellence universitaire ».
Le président de l'Université, Henry S. Bienen, publie la réponse suivante :

« Le professeur agrégé Arthur Butz de l'université Northwestern a récemment fait l'éloge de l'affirmation du président iranien Ahmadinejad, selon laquelle l'Holocauste n'avait jamais eu lieu. Butz est un négationniste qui avait déjà fait de semblables affirmations. Sa toute dernière affirmation, comme ses écrits et ses déclarations antérieures, est une insulte méprisable pour toute personne décente et sensible. Bien que j'espère que tous comprennent que les opinions de Butz sont les siennes et nullement celles de l'Université ou les miennes, ses opinions répréhensibles sur cette question embarrassent l'Université. »

« Il ne fait pas de doute que l'Holocauste soit un fait historique bien documenté. L'Université a une chaire d'études de l'Holocauste habilitée par l'Holocaust Educational Foundation. Elle propose des cours d'études de l'Holocauste et accueille l'été un Institute for Holocaust and Jewish Civilization. Plus récemment, une bourse du Département des sciences politiques a été créée à mon nom par la Holocaust Educational Foundation. En résumé, l'université Northwestern a beaucoup contribué à la recherche universitaire sur l'Holocauste et a l'intention de continuer de le faire. »

« Butz est un professeur agrégé titulaire en électrotechnique. Comme tous les membres du corps enseignant, il a le droit d'exprimer ses propres opinions, notamment sur ses pages Web personnelles, tant qu'il ne les présente pas comme celles de l'Université. Butz a clairement indiqué qu'il s'agissait de ses propres opinions ; il n'en a jamais débattu en classe et ne les a jamais incluses dans son programme d'études. Par conséquent, nous ne pouvons donner suite aux propos que Butz tient sur l'Holocauste, si odieux soient-ils, sans miner le principe essentiel de la liberté intellectuelle que tous les établissements universitaires servent à protéger. »

Des formations et des conférences sont organisées pour sensibiliser les étudiants aux dangers du négationnisme.